# ジンラーメン
ジンラーメン（朝鮮語: 진라면）は、オットギで製造されているインスタントラーメン。

## 概要
1988年3月に発売された濃厚なスープを売りにしたインスタントラーメンである。
赤いパッケージのスパイシー味と辛さを和らげた青いパッケージのマイルド味が販売されている。